# Vidiot
Vidiot — российский видео-журнал, посвящённый вопросам медиаискусства.

## История
Журнал и арт-группа VIDIOT появились в Москве в 2007 году по инициативе Кирилла Преображенского и студентов Московской школы фотографии и мультимедиа им. Родченко. Презентация первого выпуска видео-журнала VIDIOT состоялась 29 января 2009 года в Школе фотографии и мультимедиа им. Родченко. В первом выпуске VIDIOT участвовали: Петр Быстров, Андрей Головин, Антонио Джеуза, Петр Жуков, Данила Зинченко, Дарья Кириллова, Илья Коробков, Илья Пермяков, Кирилл Преображенский, Дмитрий Пригов, Леонид Студеникин, Джим Харритас, Алексей Шульгин, Борис Юхананов. Как утверждают создатели, журнал является частью масштабной работы по расширению художественного пространства для представления и поддержки молодых авторов, работающих с новыми технологиями в искусстве. В 2011 году был запущен свой интернет-канал.

## Вышедшие номера
- VIDIOT. 01. Психогеография. Черёмушки.
- VIDIOT. 02. Курск.
- VIDIOT. 03. Время.
- VIDIOT. 04. Семь девичьих историй.
- VIDIOT. 05. Путь Самоделкина. (полнометражный художественный видеофильм)[2]
- VIDIOT. 05. Детский номер.